# Рецбах
Рецбах (нем. Retzbach) — коммуна (нем. Gemeinde) в Австрии, в федеральной земле Нижняя Австрия. 
Входит в состав округа Холлабрун.  Население составляет 1079 человек (на 31 декабря 2005 года). Занимает площадь 18,14 км². Официальный код  —  31038.

## Политическая ситуация
Бургомистр коммуны — Манфред Нигль (АНП) по результатам выборов 2005 года.
Совет представителей коммуны (нем. Gemeinderat) состоит из 19 мест.
- АНП занимает 15 мест.
- СДПА занимает 4 места.